# Atentados contra apartamentos russos em 1999
Os atentados contra apartamentos russos em 1999 foram uma série de explosões que atingiram quatro blocos de edifícios de apartamentos nas cidades russas de Buynaksk, Moscou e Volgodonsk em setembro de 1999, matando mais de 300 pessoas, ferindo outras 1 000 e espalhando uma onda de medo pelo país. Os atentados, juntamente com a Guerra do Daguestão, serviram como casus belli para a Segunda Guerra Chechena. O tratamento da crise por Vladimir Putin aumentou sua popularidade e o ajudou a alcançar a presidência dentro de alguns meses.
As explosões atingiram Buynaksk em 4 de setembro e Moscou em 9 e 13 de setembro. Em 13 de setembro, o porta-voz da Duma russa Gennadiy Seleznyov fez um anúncio sobre o recebimento de um relatório de que outro atentado havia acabado de acontecer na cidade de Volgodonsk. O bombardeio aconteceu de fato, mas apenas três dias depois, em 16 de setembro. Militantes chechenos foram responsabilizados pelos atentados, mas negaram responsabilidade, assim como o presidente checheno, Aslan Maskhadov. 
Um dispositivo suspeito semelhante aos usados nesses atentados foi encontrado e desativado em um prédio de apartamentos na cidade russa de Riazan em 22 de setembro. No dia seguinte, Vladimir Putin elogiou a vigilância dos habitantes de Ryazan e ordenou o bombardeio aéreo de Grózni, que marcou o início da Segunda Guerra Chechena. Três agentes do Serviço Federal de Segurança (SFS) que plantaram os dispositivos em Riazan chegaram a ser presos pela polícia local. Em 24 de setembro de 1999, o chefe do SFS Nikolay Patrushev anunciou que o incidente em Ryazan havia sido um exercício antiterror e o dispositivo encontrado ali continha apenas açúcar.
A investigação oficial russa sobre os atentados foi terminou em 2002 e concluiu que todos os atentados foram organizados e liderados pelo carachai Achemez Gochiyaev, que permanece em liberdade, e ordenado por Ibn al-Khattab e Abu Omar al-Saif, que foram mortos. Cinco outros suspeitos foram mortos e seis foram condenados por tribunais russos por acusações relacionadas ao terrorismo. O membro do parlamento Yuri Shchekochikhin apresentou duas moções para uma investigação parlamentar dos eventos, mas as moções foram rejeitadas pela Duma em março de 2000.

## Investigação

### Oficial

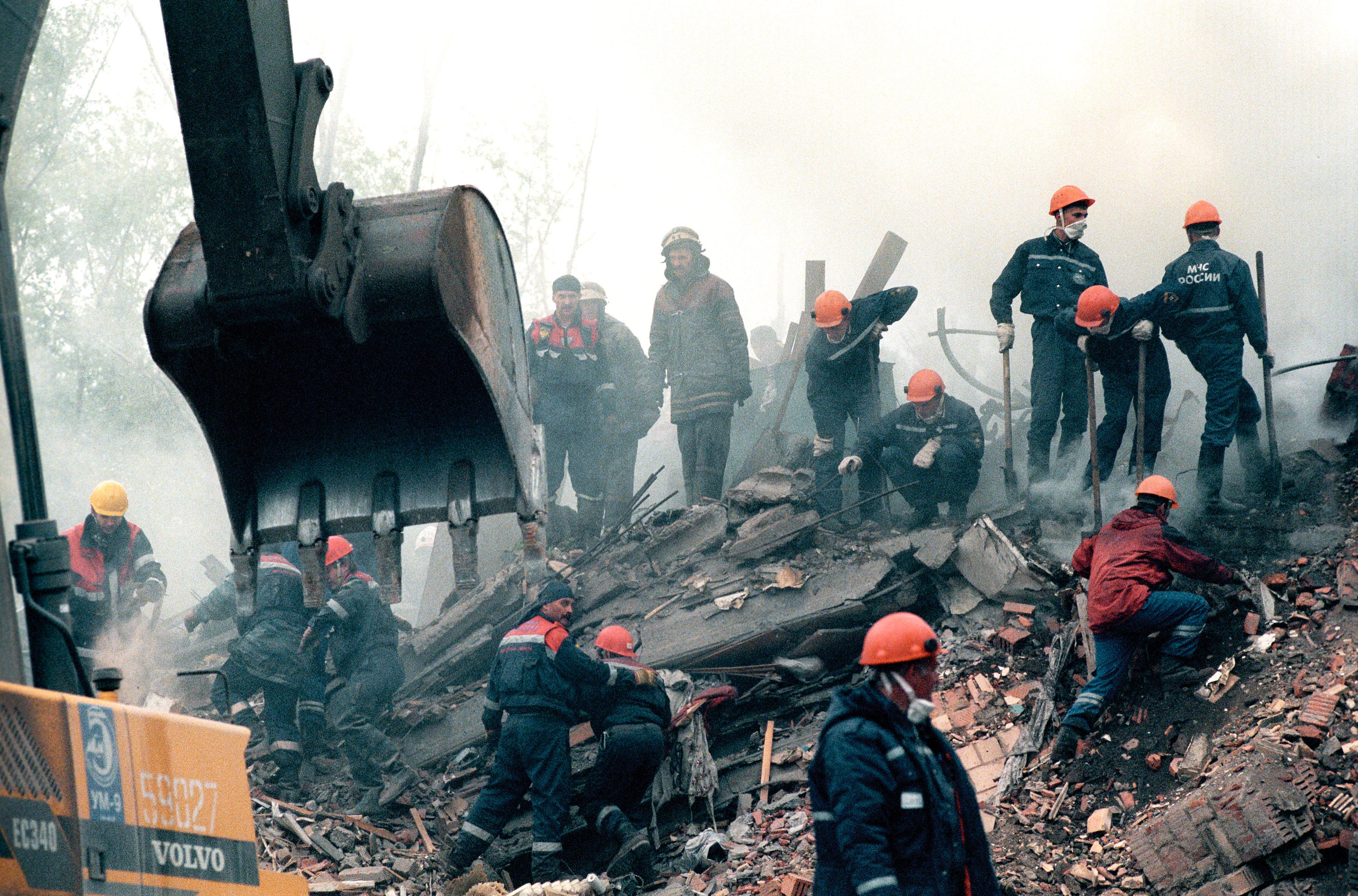
Operação de resgate e remoção de escombros em Moscou.

A investigação oficial foi concluída em 2002. De acordo com o Ministério Público da Rússia, todos os atentados a apartamentos foram executados sob o comando do carachai Achemez Gochiyayev e planejados por Ibn al-Khattab e Abu Omar al-Saif, militantes árabes que combatiam na Chechênia ao lado dos insurgentes chechenos. Al-Khattab e al-Saif foram mortos durante a Segunda Guerra Chechena. Segundo os investigadores, os explosivos foram preparados em uma fábrica de fertilizantes em Urus-Martan, na Chechênia, "misturando pó de alumínio, nitroglicerina e açúcar em um misturador de concreto", ou também colocando RDX e TNT. De lá, eles foram enviados para uma instalação de armazenamento de alimentos em Kislovodsk, administrada por um tio de um dos terroristas, Yusuf Krymshakhalov. Outro conspirador, Ruslan Magayayev, alugou um caminhão Kamaz no qual os sacos foram armazenados por dois meses. Depois de tudo planejado, os participantes foram organizados em vários grupos que transportaram os explosivos para diferentes cidades.

### Independente
Uma comissão pública independente para investigar os atentados foi presidida pelo vice-presidente da Duma, Sergei Kovalev. A comissão foi ineficaz devido à recusa do governo em responder às suas perguntas. Dois membros-chave da Comissão Kovalev, Sergei Yushenkov e Yuri Shchekochikhin, morreram em aparentes assassinatos. O advogado e investigador da comissão Mikhail Trepashkin foi preso e cumpriu quatro anos de prisão por revelar segredos de Estado.

### Teoria de envolvimento do governo russo

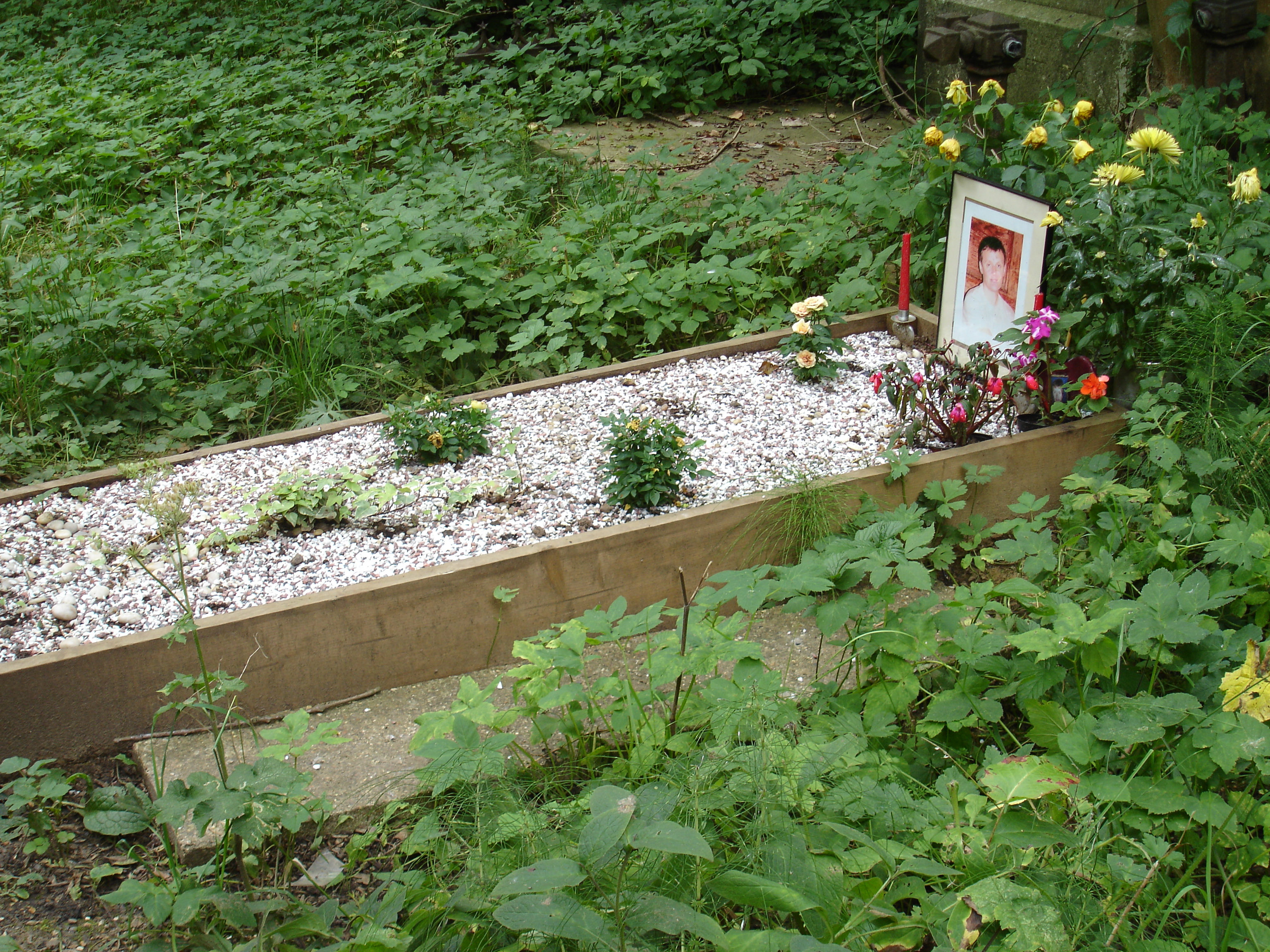
Túmulo de Alexander Litvinenko envenenado em Londres em 2006 após acusar o Serviço Federal de Segurança pelos atentados.

Alguns historiadores alegam que os atentados foram um golpe de Estado de bandeira falsa bem-sucedido e coordenado pelos serviços de segurança estatais russos para obter apoio público para uma nova guerra em larga escala na Chechênia e trazer Putin ao poder. Em 2002, o ex-oficial do SFS Alexander Litvinenko e o historiador Yuri Felshtinsky publicaram o livro Blowing up Russia: Terror onde culpam o governo russo. Essa visão seria justificada por uma série de eventos suspeitos, incluindo bombas plantadas por agentes do SFS na cidade de Riazan, um anúncio sobre bombardeios na cidade de Volgodonsk três dias antes de isso acontecer e o envenenamento de Alexander Litvinenko, que escreveu dois livros sobre o assunto.  Litvinenko foi envenenado em Londres em 2006.